# آبشار کارکات
آبشار کارکات (به انگلیسی: Karkat Waterfall) آبشاری است که در بیهار، هند واقع شده و ارتفاع کلی ریزشگاه آن نامشخص است.